# Ґвімріані
Багдаді (груз. გვიმრიანი) — село в Грузії.
За даними перепису населення 2014 року в селі проживає 246 осіб.